# Бріан Мбемо
Бріан Мбемо (нар. 7 серпня 1999, Аваллон, Франція) — французький футболіст, нападник та вінгер англійського клубу «Манчестер Юнайтед».

## Клубна кар'єра

### «Труа»
У 14 років Бріан Мбемо прєднався до молодіжної команди футбольного клубу «Труа». РАзом із командою U19 Бріан виграв Кубок Гамбарделла, оформивши дубль у фіналі. За дорослу команду молодий француз дебютував 17 лютого 2018 року у матчі проти «Меца», після того він зіграв ще у трьох матчах. Втім, це не врятувало команду від вильоту до Ліги 2. Пониження в класі дозволило Бріану стати основним гравцем клубу і провести на полі 40 матчів, забивши 11 голів. Команда не змогла повернутися до елітного дивізіону, програвши півфінал плей-офу..

### «Брентфорд»
5 серпня 2019 стало відомо, що Бріан перейде до англійського «Брентфорда», який тоді грав у Чемпіоншипі, за 5,8 мільйонів фунтів. У першому сезоні за нову команду Бріан провів 47 матчів та забив 16 голів, однак клуб не зміг підвищитись у класі. На стадіоні «Вемблі» «Брентфорд» програв фінал «Фулгему» з рахунком 1—2. Високий рівень виступів Мбемо не залишився без уваги: він був визнаний гравцем року Футбольної ліги Англії та молодим гравцем року. Наступного року він став забивати менше, але 4 голи та 10 гольових передач в першій половині сезону дозволили йому знову номінуватися на гравця року ФЛА 2021 року. На цей раз «Брентфорд» зміг вийти до Англійської Прем'єр-ліги вперше за 74 роки. Всього Мбемо забив 8 голів за сезон.
Дебютні матчі в АПЛ були не дуже щасливими для французького футболіста: за перші 11 матчів він забив лише двічі, при цьому сім разів поціливши у ствір воріт.. Однак на матчі Кубку Англії проти «Порт Вейла» Мбемо оформив хет-трик, вийшовши на заміну. Він став першим гравцем «Брентфорда» в історії, кому підкорилось таке досягнення. В цей же час він підписав новий контракт із командою на чотири роки. Мбемо зіграв 38 матчів за сезон, забивши 8 голів.

## Виступи за збірні
Бріан Мбемо зіграв 10 матчів за різні молодіжні збірні Франції. Однак у серпні 2022 року він заявив, що готовий розглянути пропозицію від збірної Камеруну і що він мріє зіграти на чемпіонаті світу або виграти Кубок африканських націй.

## Особисте життя
Батько Бріана походить із Камеруну. В червні 2020 року Бріан здав позитивний тест на COVID-19, пропустивши один матч. Втім, гравець переніс хворобу безсимптомно.